# Herbert (priimek)
Herbert je priimek več znanih oseb:
- Anthony B. Herbert, ameriški častnik in pisatelj
- Brian Herbert, ameriški pisatelj
- Charles Edward Mercer Herbert, britanski general
- Edwin Otway Herbert, britanski general
- Frank Herbert, ameriški pisatelj
- Holmes Herbert, angleški igralec
- Johnny Herbert, britanski dirkač Formule 1
- Ricki Herbert, novozelandski nogometaš in trener
- Thomas Herbert, 8th Earl of Pembroke, angleški politik
- William Norman Herbert, britanski general
- Zbigniew Herbert, poljski pesnik, esejist in moralist